# علیرضا پناهیان
علیرضا پناهیان (زاده ۲۸ فروردین ۱۳۴۴) روحانی شیعه و سخنران مذهبی ایرانی است که با سخنرانی‌ها و تالیفاتش معروف است. او تا سطح دروس خارج تحصیلات حوزوی داشته و در رشته روان‌شناسی، تحصیلات دانشگاهی دارد. او مدتی در کنار فعالیت تبلیغی در دانشگاه هنر، در قرارگاه سیاسی عمار کار می‌کرد و از اعضای مؤسس و نائب‌رئیس آن بود.
او مسئولیت کارهای عمدتاً فرهنگی را بر عهده داشته که از آن جمله می‌توان به عضویت در هیئت امنای دانشگاه هنر، معاونت فرهنگی رهبر جمهوری اسلامی ایران در دانشگاه‌ها، معاونت فرهنگی مرکز جهانی علوم اسلامی و ریاست اتاق فکر رهبر ایران در دانشگاه‌ها اشاره کرد. یکی دیگر از مسئولیت‌های وی عضویت در قرارگاه تخصصی ماهواره بوده است که با هدف بررسی نقش ماهواره و چگونگی برخورد با تهاجم فرهنگی تشکیل شد. او در دوره جوانی و در زمان جنگ عراق و ایران، معاون فرهنگی لشکر ۲۷ محمد رسول‌الله بود. علیرضا پناهیان در سال ۱۳۹۲ مدرسه علمیه دارالحکمه را در تهران تأسیس کرد و مسئولیت آن را بر عهده دارد.
در فوریه ۲۰۱۱ او در بین «۷۰ مقام عالی‌رتبه» جمهوری اسلامی بود. که «قرارگاه عمار» را تأسیس کرد. 
پناهیان در تحصیلات حوزوی خود شاگرد روحانیونی چون سید علی خامنه‌ای، حسین وحید خراسانی و جوادی آملی بوده است. او از سخنرانان مراسم رسمی است که در حضور رهبر جمهوری اسلامی ایران برگزار می‌شود.
از جمله تألیفات علیرضا پناهیان می‌توان به کتاب ناشنیده‌هایی دربارهٔ قدرت و شکوه زن در کلام امام و رهبری، پرورش نخبگان معنوی در مساجد، تقوا طرحی برای اداره جامعه، باران خوبی‌ها، رهایی از گناه، شهر خدا، انتظار عامیانه عالمانه عارفانه،چگونه یک نماز خوب بخوانیم و تکبر پنهان اشاره کرد. جدیدترین اثر او کتاب رئیسی عزیز می باشد.

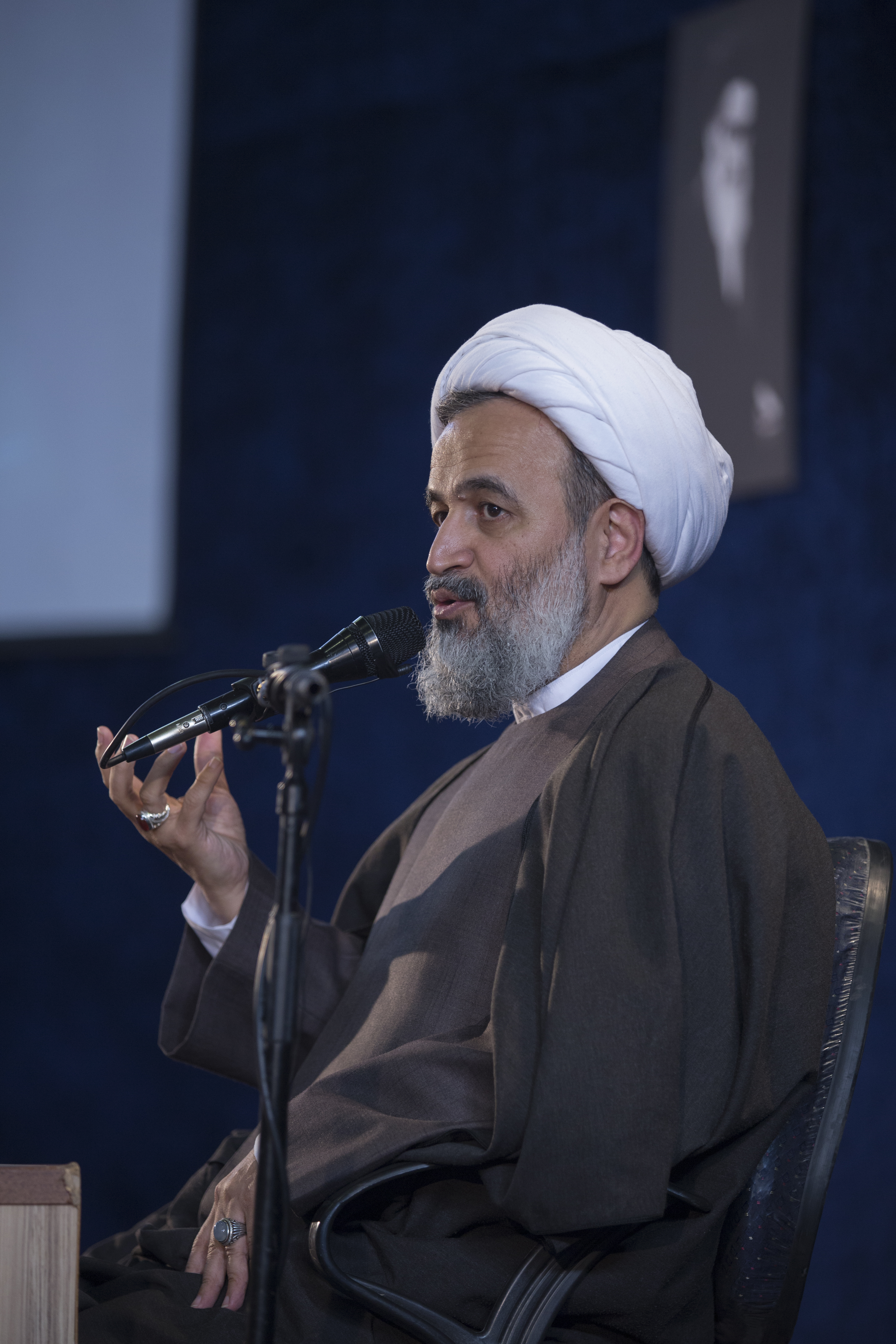
سخنرانی علیرضا پناهیان در جمع هیئت‌های مذهبی در شهر قصر شیرین

مواضع سیاسی و اظهارات او بارها در محافل خبری داخلی ایران جنجال‌آفرین بوده است. در آخرین اظهار نظرهایش به عنوان سخنران پیش از خطبه نماز جمعه تهران دربارهٔ انتخابات گفت: «مُرِّ حقّ» یعنی شورای نگهبان بتواند وسط انتخابات مثل یک داور کارت قرمز نشان دهد. بگوید آقا! شما دروغ گفتید که پیاده‌روها را می‌خواهند دیوار بکشند!

## اموال
در شهریور ۹۹، یاشار سلطانی با انتشار سندی از شراکت پناهیان با رضا مطلبی کاشانی مالک تک‌ماکارون در ساخت و ساز ملک منطقه ۲ تهران خبر داد. همچنین در مورد خانه چندین میلیاردی وی نیز صحبت‌هایی شده بود که او صحبت در پاسخ گفته است که «می‌گویم من یک واحد آن خانه را بیشتر ندارم آن هم با هدیه رفقا؛ مانند (نحوه زندگی) امام خمینی که هدیه‌ای زندگی می‌کردند و مقام معظم رهبری که با هدیه رفقایش زندگی می‌کنند، من هم اینگونه زندگی می‌کنم.» و افزود اگر قرار باشد همه جزئیات زندگی‌اش را بگوید، «مردم برایم اعانه جمع می‌کنند».
یک روز پس از آن که علیرضا پناهیان، دربارهٔ اشتراک مالکیتش در یک مجتمع مسکونی در سعادت‌آباد تهران گفت فقط یک آپارتمان دارد و آن هم «هدیه دوستان» است، یاشار سلطانی، روزنامه‌نگار، سندی را منتشر کرد که نشان می‌دهد او زمینی گران‌قیمت را نیز به بهای بسیار کم از یک ایرانی خارج از کشور خریده است.
یاشار سلطانی روز ۱۸ شهریور ۱۳۹۹، با انتشار این سند از پناهیان پرسید: «چرا خانواده ممتحن که زمان انقلاب از کشور خارج شده‌اند این ملک را به یک‌چندم قیمت واقعی و با واسطه‌گری مسگرزاده به شما فروخته‌اند؟».
افشای این سند و پاسخ علیرضا پناهیان در افکار عمومی باعث شد تا او با اکبر طبری که در دادگاه گفته است «دوستانی دارم که اگر بخواهم کل لواسان را به نام من می‌کنند» مقایسه شود.
بعد از حضور او در برنامه تلویزیون صدا و سیما روزنامه اصفهان امروز در یک مطلب به دادن فرصت پاسخگویی در صدا و سیما فقط برای «نور چشمی‌ها» انتقاد کرد.

## دیدگاه‌ها
در فروردین ۱۴۰۳، او در برنامه‌ای در صداوسیما گفت: «رسول خدا نه یک رفیق برای خودش و نه برای علی نگه داشت. فکر نکنیم رسول خدا مهربان بود، امیرالمؤمنین گوشت تلخ بود، همه می‌دانستند وقتی ایشان خشن است و می‌آمدند شکایت می‌کردند که آقا امیرالمؤمنین خشن رفتار می‌کند. بعد ایشان می‌فرمود از علی بن ابی طالب شکایت نکنید و او این خشونت را در راه خدا دارد. من مانده‌ام که رسوا خدا چرا یک باندی برای خودش درست نکرد و خیلی‌ها را تاراند. ۱۳ سال به خاطر همین گوشت تلخی طول کشید.»بر اساس قوانین جمهوری اسلامی توهین و اهانت به پیامبر مسلمانان که از آن به عنوان «سب‌النبی» نام می‌برند، می‌تواند مجازاتی تا اعدام داشته باشد.حکومت مذهبی ایران در بیش از چهار دهه گذشته، بسیاری از شهروندان را با این اتهام بازداشت کرده و برخی را نیز به اعدام محکوم کرده است.اردیبهشت ۱۴۰۲، یوسف مهرداد و صدر الله فاضلی زارع دو کابر شبکه‌های اجتماعی به اتهام «سب النبی و اهانت به مقدسات اسلامی» اعدام شدند.